# LDS-1

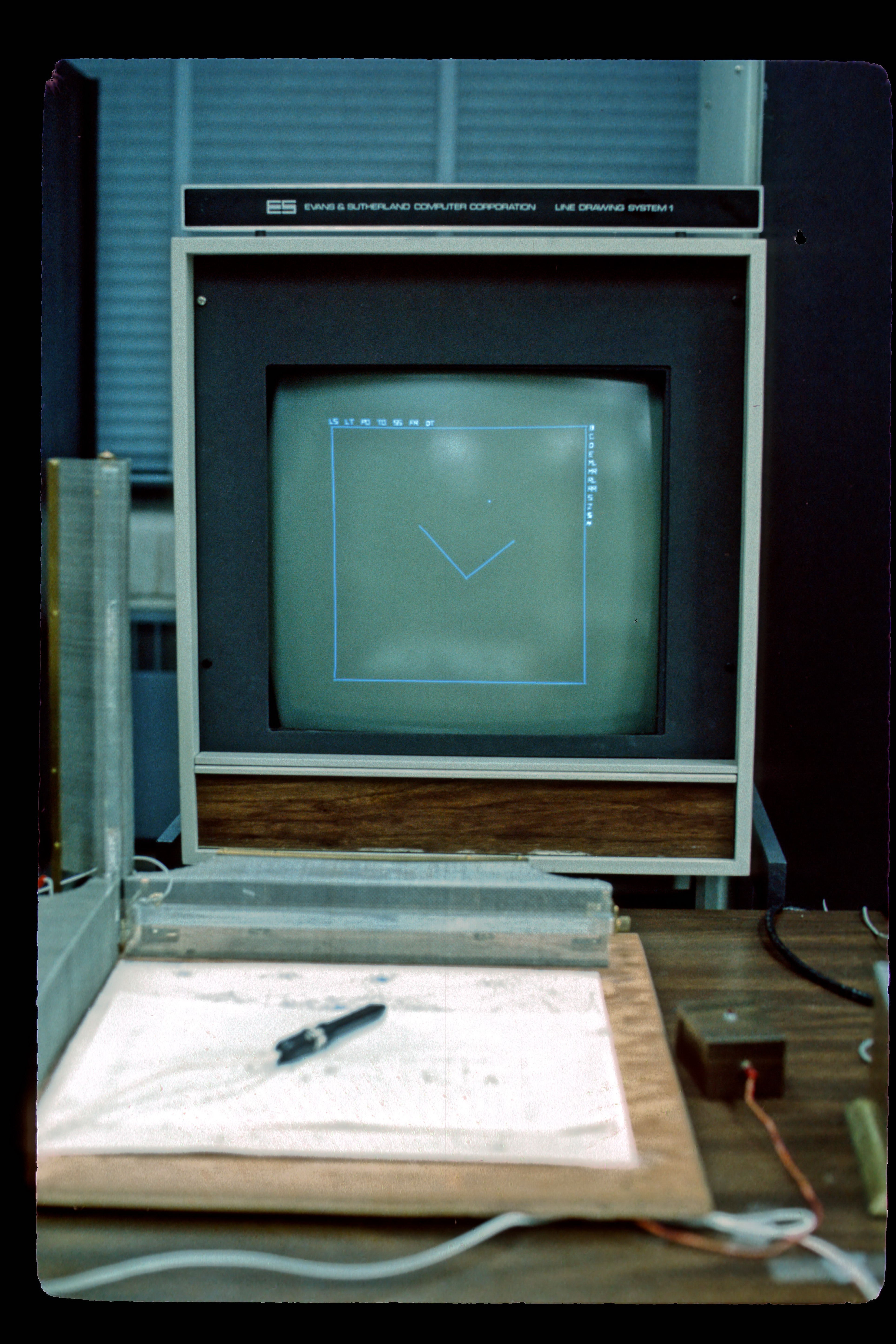
LDS-1

LDS-1 (Line Drawing System-1) era un processore calligrafico (vettore anziché raster) e dispositivo di visualizzazione creato da Evans & Sutherland. Questo modello era conosciuto come il primo dispositivo grafico con un'unità di elaborazione grafica.

## Funzionalità

Diagramma a blocchi dell'LSD-1

L'LSD-1 era controllato da una varietà di computer host. Le linee rette venivano renderizzate in modo fluido nell'animazione in tempo reale. I principi generali di funzionamento erano simili a quelli odierni: matrici di trasformazione 4x4, vertici 1x4. I possibili usi includevano la simulazione di volo (nella brochure del prodotto ci sono schermate di atterraggio su un vettore), imaging scientifico e sistemi GIS.

## Storia
Nell'agosto del 1969 venne spedito un LSD-1 al primo cliente, Raytheon BBN. Pochi furono gli esemplari costruiti. Uno venne utilizzato dal Los Angeles Times come primo computer di composizione/impaginazione. Un altro andò all'Ames Research Center della NASA. Un altro ancora fu acquistato dall'Autorità Portuale di New York per sviluppare un addestratore di piloti di rimorchiatori per la navigazione nel porto. Il MIT Dynamic Modeling ne aveva uno e c'era un programma per visualizzare una partita in corso di Maze War.